# Геркулес востока
«Геркуле́с восто́ка» (англ. Chinese Hercules, англ. Freedom Strikes a Blow, кит. трад. 碼頭風雲, палл. Ма тоу фэн юнь) — гонконгский фильм с боевыми искусствами с участием Боло Йена, вышедший в 1973 году. В фильме засветился и ставил бои Джеки Чан, а его ассистентом был Юнь Вопхин.

## Сюжет
Шэнь Вэйдэ покидает город после того, как случайно убил брата своей невесты. Он оказывается в небольшой деревне, где устраивается работать грузчиком на пристань. Она принадлежит местному продажному боссу, который сотрудничает с бандитами. Эта банда постоянно обманывает, издевается и, порой, убивает рабочих пристани.
Вэйдэ после убийства нескольких его товарищей, не выдержав такого отношения, решает наказать преступников.

## В ролях
| Актёр         | Роль                      |
| ------------- | ------------------------- |
| Майкл Чань    | Шэнь Вэйдэ / Чжан Сань    |
| Цзян Фань     | мисс Хо                   |
| Ли Тяньин     | героический рабочий порта |
| Фан Е         | Ли Ши                     |
| Боло Йен      | Чжэн Тай                  |
| Лён Тхинь     | Чэнь Хао                  |
| Хуан Цзунсюнь | руководитель разгрузки    |
| Цзинь Ди      | У Амао                    |
| Юнь Фун       | нищая девушка             |
| Лам Сань      | любовница Чэнь Хао        |
| Цзян Дао      | брат мисс Хо              |
| Кори Юнь      | боец                      |
| Джеки Чан     | боец (массовка)           |
| Юнь Пиу       | (массовка)                |

## Съёмочная группа
- Компания: Hong Kong Kai Fa Film Co.
- Продюсер: Лу Чжэнхан
- Режиссёр: Чхой Тат
- Режиссёрская группа: Джеки Чан, Майкл Чань[англ.], Фан Е, Юнь Вопхин
- Гримёр: Мо Цзиньин
- Монтажёр: Фань Гунжун